# Patrick Rafter
Patrick Rafter (n. 28 decembrie 1972) este un fost jucător profesionist australian de tenis de câmp, născut la Mount Isa, Queensland, număr 1 în ierarhia ATP, timp de doar o săptămână (26 iulie 1999 - 1 august 1999). A câștigat 11 de titluri la simplu printre care 2 la U.S. Open și 10 la dublu.
1. ↑  Patrick Rafter, Česko-Slovenská filmová databáze
2. 1 2  The Bud Collins History of Tennis[*], p. 628 Verificați valoarea |titlelink= (ajutor)